# قشرة الكظرية
تقع على امتداد محيط الغدة الكظرية، والقشرة الكظرية تتوسط استجابة الإجهاد من خلال إنتاج مستحضرات معدنية وجلايكورتيكود ثانية، بما في ذلك الكورتيزول والألدوستيرون على التوالي. بل هو أيضا موقع ثانوي من التوليف الاندروجين. (بالإنجليزية: Adrenal cortex)‏ هو الجزء الخارجي للكظر، ويتكون من ثلاث طبقات، ولكل طبقة من هذه الطبقات خصائصها النسيجية، ويقوم بوظيفة الاستجابة لحالات التوتر واضطرابات جسم الإنسان عن طريق إفراز القشرانيات السكرية والقشرانيات المعدنية والألدوستيرون والكورتيزول. بالإضافة إلى ذلك يقوم القشر بتصنيع هرمون الأندروجين.

## الطبقات
| طبقة | الاسم | المنتج الرئيسي | -- | طبقة سطحية معظم القشرية | المِنْطَقَةُ الكُبَيبِيَّة | مستحضرات معدنية ق (على سبيل المثال، الألدوستيرون) | -- | طبقة المتوسطة القشرية | المنطقة الحزمية | جلايكورتيكود ق (مثل الكورتيزول) | -- | أعمق طبقة القشرية | المِنْطَقَةُ الشَّبَكِيَّة | ضعف ق الاندروجين (على سبيل المثال، ديهيدروابى اندروستيرون، ادرينوستيرون) |

ومن الجدير بالذكر أن الشبكية في جميع الحيوانات ليست دائما سهلة التمييز ولنها أيضا مخصصة لتجميع الاندروجين. في القوارض، على سبيل المثال، يولد أيضا بشبكية قشرية (كورتيزون على وجه التحديد، وليس الكورتيزول). ويشار إلى طبقتين على أنه شبكي - حزمة.
انثى القوارض أيضا يحمل طبقة أخرى تسمى المنطقة القشرية «وظيفة ليست واضحة بعد».

## هرمون التجميعي
كل الهرمونات القشرية الكظرية تؤلف من الكولسترول. نقل الكولسترول هو في الغدة الكظرية. الخطوات حتى هذه اللحظة يحدث في كثير من الأنسجة المنتجة للالستيرويد. الخطوات اللاحقة لتوليد الكورتيزول والألدوستيرون، ولكن، في المقام الأول تحدث في القشرة الكظرية :
- البروجسترون → (يدخل عنصر الهيدروكسيل في س2 1) → 1 1 -- ديوكسي كورتيكوستيرون → (2 إضافة ماء مرة أخرى في س 1 1 وس 18) → الألدوستيرون
- البروجسترون → (يدخل عنصر الهيدروكسيل في س 17) → ألفا، هيدروكسي بروجسترون → 17) يدخل عنصر الهيدروكسيل في س2 1) → 1 1 → ديوكسي كورتيزول (يدخل عنصر الهيدروكسيل في س 1 1) → الكورتيزول

## صناعته
القشرة الكظرية تنتج عددا من هرمونات الكورتيكوستيرويد المختلفة.

### مستحضرات معدنية
وهي تنتج في جلومريولوزا زونا. والمستحضر المعدني الأساسي هو الألدوستيرون. ينظم إفرازقليل الروابط الكيميائية البروتينية أنجيوتنسين الثاني أنجيوتنسين الأول، والذي بدوره ينظم الرنين. الألدوستيرون يستجيب لارتفاع مستويات البوتاسيوم خارج الخلية، وانخفاض مستويات الصوديوم خارج الخلية، ومستويات منخفضة وحجم السوائل في الدم. الألدوستيرون يؤثر على التمثيل الغذائي في طرق مختلفة :
- لأنه يزيد إفراز البول من أيونات البوتاسيوم
- لأنه يزيد مستويات فراغية من أيونات الصوديوم
- انه يزيد من احتباس الماء ويزيد حجم الدم

### جلوكوكورتيكويدز
وهي تنتج في فاسيكيولاتا زونا. ويصدر جلايكورتيكود عن الغدة الكظرية في الإنسان هرمون الكورتيزول وكورتيزون في العديد من الحيوانات الأخرى. ينظم لها هو إفراز هرمون ا-س-ت-ه من الغدة النخامية الأمامية من. على الربط إلى هدفه، ويعزز الأيض الكورتيزول في عدة طرق :
- انها تحفز إطلاق سراح من الأحماض الأمينية من الجسم
- انها تحفز يبوليسا، وانهيار الدهون
- انها تحفز جلوكونيوجنيسيس، وإنتاج السكر من صدر حديثا الأحماض الأمينية والدهون
- لأنه يزيد مستويات السكر في الدم استجابة للضغط، من خلال امتصاص الجلوكوز في العضلات ومنع خلايا الدهون
- وهو يعزز تقلصات عضلة القلب
- انه يزيد من استبقاء المياه
- له تأثيرات مضادة للالتهابات ومضادة للحساسية،

### الاندروجنيات
وهي تنتج في شبكة زونا. والاندروجنيات أهمهم ما يلي :
- التستوستيرون : هرمون مع طائفة واسعة من الآثار، بدءا من تعزيز كتلة العضلات وتنشيط نمو الخلايا لتطوير خاصية الجنس الثانوية.
- [ديهدروتستوسترون] (دهت) : أ الايضه من هرمون تستوستيرون، وفعالة الاندروجين أكثر من هرمون تستوستيرون في أنه يربط بقوة أكبر لمستقبلات الاندروجين.
- التشتوستيرون (اندرو) : 1 الستيرويد أندروجيني التي تنتجها الخصيتين، قشرة الغدة الكظرية والمبايض. في حين يتم تحويل التشتوستيرون ق أيضي الأخرى الاندروجين ق والتيستوستيرون، بل هي أيضا بنيتها الأصلية استرون.
- ديهيدروابى اندروستيرون (دهيا) : إنها المقدمة الرئيسية لهرمون الاستروجين الطبيعي. كما دعا هو دهيا ديهيدرواى زو اندروستى رون أو ديهيدرواندروستى رون. وتنتج أيضا شبكي دهيا، كبريتات بسبب تصرفات سلفوترنسفاريز، س-و-ل-ت2-ا-1.

## علم الأمراض
- قصور الغدة الكظرية (مثلا بسبب مرض أديسون)
- متلازمة كوشنج (فرط نشاط قشر الكظر)
- متلازمة كون (فرط الألدستيرونية البدئية)

## حالات سريرية
- فرط نشاط قشر الكظر (متلازمة كوشينغ).
- متلازمة كونز.
- مرض أديسون.
- قصور الكظر.